# 임희진
임희진(1985년 4월 14일 ~)은 대한민국의 여자 성우이다. 2017년에 KBS 공채 42기 성우로 입사하였다. 한국방송 성우극회 소속.

## 주요 출연작품

### 라디오

#### KBS
소설극장 (KBS 3라디오)
- 2017.01.19 ~ 2017.03.12 기욤 뮈소 作 <내일> (사라)

KBS 라디오 문학관 (KBS 한민족방송)
- 2017.03.12 이지명 作 <금덩이 이야기> (엄마)

KBS 무대 (KBS 한민족방송)
- 2017.03.04 <사약 받는 날> (아낙1)
- 2017.03.11 <카페W> (댓글3)

라디오 극장 (KBS 한민족방송)
- 2017.02.01 ~ 2017.02.28 정규웅 作 <붉은 꽃, 나혜석> (여기자/엄마)
- 2017.03.01 ~ 2017.03.31 정길연 作 <달리는 남자 걷는 여자> (소라/수창妻)
- 2017.04.01 ~ 조두진 作 <결혼면허> (안내방송)

바람따라 구름따라 (KBS 한민족방송)
- 방송중

## 같이 보기
- 한국방송 성우극회